# سیدنی بیسین
حوضه سیدنی یک زیست‌منطقه موقت استرالیایی است و هم یک نهاد ساختاری و هم یک منطقه رسوبی است که اکنون در ساحل شرقی نیو ساوت ولز، استرالیا حفظ شده و بخشی از ضلع شرقی آن اکنون در زیر دریای تاسمان فرورفته است. این حوضه به نام شهر سیدنی نامگذاری شده است که در مرکز آن قرار دارد.
حدود ۵٬۰۰۰ متر (۱۶٬۰۰۰ فوت)حوضه سیدنی با ضخامتی، از سنگ‌های رسوبی پرمین و تریاس تشکیل شده است که از نیوکاسل در شمال تا خلیج بیتمنز در جنوب و از غرب تا رشته کوه بزرگ جداکننده امتداد دارد. این حوضه همچنین مراکز اصلی نیوکاسل، گاسفورد و ولونگونگ و همچنین پایتخت ایالت سیدنی را در خود جای داده است و دارای ذخایر زغال سنگ از نظر اقتصادی قابل توجهی است.
بندر معروف سیدنی و صخره‌های تراشیده شده کوه‌های آبی، سازندهای شاخصی از لایه‌های بالایی نسبتاً سخت ماسه‌سنگ هستند. این حوضه شامل منطقه کوهستانی بزرگ بلو ماونتینز است که در فهرست میراث جهانی یونسکو قرار دارد.

## جغرافیا
طبق گزارش صنایع اولیه نیو ساوت ولز، این حوضه تقریباً ۳۵۰ کیلومتر (۲۲۰ مایل) امتداد دارد. از خط ساحلی از نیوکاسل در شمال تا دریاچه دوراس (نزدیک خلیج بیتمنز) در جنوب. مرز غربی از دریاچه دوراس به صورت خطی از طریق لیتگو تا اطراف اولان (نزدیک ماجی) ادامه می‌یابد. مرز در شمال ۱۲۰ کیلومتر (۷۵ مایل) در امتداد رشته کوه لیورپول تا نقطه‌ای به طول ۸۰ کیلومتر (۵۰ مایل) در شمال موسولبروک، و سپس ۲۰۰ کیلومتر (۱۲۰ مایل) امتداد دارد به ساحل نیوکاسل برگشتم. در شرق، این حوضه تا لبه فلات قاره ادامه دارد.
مساحت کل حوضه تقریباً ۴۴٬۰۰۰ کیلومتر مربع (۱۷٬۰۰۰ مایل مربع) در خشکی به علاوه ۵٬۰۰۰ کیلومتر مربع (۱٬۹۰۰ مایل مربع) فراساحلی. مرکز حوضه در حدود ۳۰ کیلومتر (۱۹ مایل) واقع شده است. در غرب منطقه تجاری مرکزی سیدنی در فیرفیلد، اگرچه تنها جوان‌ترین سنگ‌های تریاس (تریاس میانی) در منطقه سیدنی رخنمون دارند.
وزارت تغییرات اقلیمی، انرژی، محیط زیست و آب دولت استرالیا، این حوضه را به عنوان یک منطقه زیستی موقت استرالیایی طبقه‌بندی می‌کند که شامل ۳٬۶۲۹٬۵۹۷ هکتار (۸٬۹۶۸٬۹۳۰ جریب فرنگی) است. در همین حال، طبق گزارش، این حوضه ۶۴٬۰۰۰ کیلومتر مربع (۲۵٬۰۰۰ مایل مربع) پوشش می‌دهد. که از این تعداد ۳۶٬۰۰۰ کیلومتر مربع (۱۴٬۰۰۰ مایل مربع) در ساحل است و ۲۸٬۰۰۰ کیلومتر مربع (۱۱٬۰۰۰ مایل مربع) در ساحل فراساحلی با عمق آب تا ۴٬۵۰۰ متر (۱۴٬۸۰۰ فوت) قرار دارد. . یکی دیگر از آژانس‌های دولتی استرالیا، مساحت این حوضه را تقریباً ۲۵٬۰۰۰ کیلومتر مربع (۹٬۷۰۰ مایل مربع) طبقه‌بندی می‌کند. .

## تاریخچه و شکل‌گیری

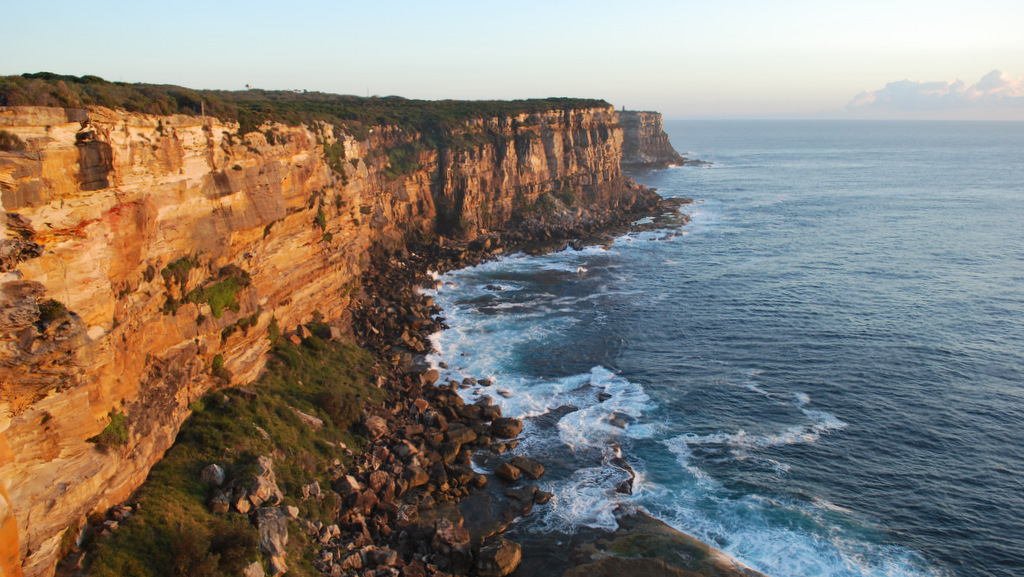
بخش عمده‌ای از حوضه آبریز سیدنی، به استثنای دره هانتر و دشت کم ارتفاع کامبرلند، از فلات ماسه‌سنگی مرتفع تشکیل شده است.

فعالیت‌های آذرین جزئی در این حوضه در دوران ژوراسیک پیشین (یعنی ۲۱۰ میلیون سال پیش)، مزوزوئیک پسین (یعنی ۱۰۰ تا ۹۰ میلیون سال پیش) و سنوزوئیک (یعنی ۶۵ میلیون سال پیش) رخ داده است.فعالیت ژوراسیک پیشین منجر به تشکیل توده نفوذی دولریتی پراسپکت در تپه پراسپکت شد. اگرچه رسوب‌گذاری ژوراسیک در حوضه سیدنی مشاهده نشده است، اما لوله‌های برشی آتشفشانی ژوراسیک (دیاترم‌ها) وجود دارد.
حوضه آبریز سیدنی بخشی از یک سیستم حوضه آبریز بزرگ است که بیش از ۱٬۵۰۰ کیلومتر (۹۳۰ مایل) امتداد دارد. از حوضه بوئن در کوئینزلند تا حوضه در نیو ساوت ولز. در خشکی، این حوضه شامل ۴٬۵۰۰ متر (۱۴٬۸۰۰ فوت) رسوبات آواری پرمو-تریاس، در حالی که حوضه فراساحلی شامل ۶٬۰۰۰ متر (۲۰٬۰۰۰ فوت) رسوبات. این حوضه بر روی کمربند چین‌خورده لاچلان و رسوبات آتشفشانی-آواری کربنیفر پسین قرار دارد. این حوضه در طول کشش در پرمین پیشین تشکیل شده است، و نیمی از گرابن‌های آن توسط گروه‌های دال‌وود و تالاترنگ پر شده‌اند. بارگذاری فورلند با فشرده‌سازی کوه‌زایی کورارونگ در اوایل پرمین دنبال شد.
بالاآمدگی اواخر پرمین مرتبط با فاز بارگذاری فورلند نیوانگلند منجر به تشکیل مراکز رسوبی در حوضه شمال شرقی سیدنی با فسیل‌های دریایی به بهترین شکل حفظ شده شد. این مراکز رسوبی با رسوبات آذرآواری و آبرفتی-پالودالِ منطقهٔ زغال‌سنگ نیوکاسل پر شده‌اند. در تریاس، بالاآمدگی حوضه فراساحلی منجر به تغییر شکل رسوبات پرمین در محیط‌های رودخانه‌ای شد. این حوضه در تریاس میانی، مرحله نهایی تغییر شکل (رانش) را تجربه کرد که در آن بالا آمد و به خشکی تبدیل شد و فرسایش از این زمان تا به امروز ادامه دارد.
گسترش و فروپاشی دریای تاسمان که از کرتاسه پسین آغاز شد، منجر به ایجاد مرزهای ساختاری فعلی حاشیه شرقی این حوضه شد. در جنوب و غرب، حوضه با خطوط صخره‌ای تشکیل‌شده بر روی ماسه‌سنگ‌ها و کنگلومراهای رسوبات اولیه پرمین به پایان می‌رسد و آبشارها در تمام پرتگاه‌ها گسترده شده‌اند.

### گاهشمار
- پرمین: ۲۹۹ تا ۲۵۲ میلیون سال پیش؛ استقرار و تکامل جنگل‌های باتلاقی، که منجر به شکل‌گیری مقیاس‌های عظیم زغال‌سنگ شد. لازم است ذکر شود که زغال سنگ استرالیا از زغال سنگ کربنیفر نیمکره شمالی جوان‌تر است.
- تریاس پیشین : ۲۵۲ تا ۲۴۷ میلیون سال پیش؛ شیل‌های تیره و پرکربن نارابین را می‌توان در لانگ ریف و نارابین مشاهده کرد. قاره استرالیا بخشی از ابرقاره گندوانا بود و حوضه سیدنی در یک حوضه رسوبی قرار داشت. شیل اشفیلد که روی ماسه‌سنگ سیدنی قرار دارد، نشان‌دهندهٔ تغییر در جهت جریان رودخانه و سبک رسوب‌گذاری آن است. این زمانی بود که رودخانه‌های جنوب شرقی، ماسه‌ها و گل‌های ریزدانه را در دلتای رودخانه‌ای رسوب دادند که در ساحل کم‌عمق دریا ته‌نشین شد.
- تریاس میانی: ۲۴۷–۲۳۵ میلیون سال پیش؛ رودخانه‌ای یکپارچه که سرچشمه‌های آن از جنوب غربی بروکن هیل، در جایی که در آن زمان قطب جنوب بود، دلتای آن در حوضه سیدنی بود. تقریباً پنج برابر بزرگتر از رودخانه آمازون است. غالبیت ماسه سیلیسی با عدسی‌های جزئی رس است. فسیل‌های گیاهی کمیاب هستند، اما برخی فسیل‌های ماهی در لنزهای رسی یافت می‌شوند.
- تریاس پسین: ۲۳۵ تا ۲۰۱ میلیون سال پیش؛ با کاهش سرعت رودخانه در اثر فرسایش رشته‌کوه، شیل‌های ریزتری تشکیل شدند. این لایه‌ها غنی از فسیل‌های سرخس دانه‌دار هستند.
- پایان تریاس: ۲۰۱ میلیون سال پیش؛ صعود و جابجایی در گسل لاپستون، با بالا آمدن کوه‌های آبی و پایین آمدن دشت غربی سیدنی به زمینی مسطح و بالا آمدن مرکز تجاری سیدنی.[۹]
- ژوراسیک: ۲۰۱ تا ۱۴۵ میلیون سال پیش؛ فرسایش، و شیل‌های اشفیلد همچنان در بالا باقی مانده‌اند. دره‌های عمیق V شکل در ماسه‌سنگ هاکسبری. توده‌های آتشفشانیِ نفوذیِ ناشی از شکستگی، معدن پراسپکت، کوه توما، کوه ویلسون و معدن هورنزبی را تشکیل می‌دهند.
- کینوزوئیک (ترشیاری و کواترنری): ۶۶ میلیون سال پیش تاکنون؛ گندوانا حدود ۴۰ تا ۶۰ میلیون سال پیش از هم پاشید. این زمانی بود که قاره استرالیا شروع به شکل‌گیری کرد، جایی که دچار رانش و شکاف شد، جایی که سنگ‌های سیدنی مرتفع، کج و سپس توسط آب و هوا فرسایش یافتند. سنگ‌های رسوبی سیدنی به شکل منظره‌ای درآمده بودند که توسط دره‌های سنگی که در یک فلات مرتفع قرار داشتند، تعریف می‌شد. بزرگ‌ترین رودخانه‌های سیدنی، مانند هاکسبری، پاراماتا، جورجز و هکینگ ریور، عمیق‌ترین دره‌های منطقه را فرسایش داده‌اند. در این دوره، شیل اشفیلد دچار هوازدگی شد و زمینی مسطح‌تر با توپوگرافی پست و موج‌دار و خاک‌های نسبتاً حاصلخیز ایجاد کرد که به شدت با فلات‌ها، صخره‌ها و دره‌های مناطق ماسه‌سنگی در منطقه سیدنی در تضاد بود. حوضه خلیج بوتانی نیز در آن زمان توسعه یافت که با شن و ماسه پر شده است.[۱۰]
- اواخر پلیستوسن: ۱۲۰۰۰ سال پیش؛ غرق شدن دره‌های رودخانه سیدنی با افزایش سطح دریا پس از یخبندان، جایی که مصب‌ها و بنادر عمیق تشکیل شدند.[۱۱]

## هیدرولوژی
هیدرولوژی این حوضه شامل سه حوضه زهکشی اصلی است که توسط دفتر آب نیو ساوت ولز تعریف شده است که کاملاً یا عمدتاً در جغرافیای حوضه قرار دارند؛ یعنی حوضه آبریز ساحل مرکزی، حوضه آبریز هاکسبری - نپین و حوضه آبریز کلانشهر سیدنی.
علاوه بر این، برخی از رودخانه‌های حوضه آبریز هانتر -سنترال و حوضه آبریز ساوترن ریورز نیز عمدتاً در این حوضه قرار دارند. در حوضه آبریز هانتر-سنترال ریورز، زیرحوضه هانتر ریور مرز شمالی حوضه را تشکیل می‌دهد. در حوضه آبریز رودخانه‌های جنوبی، زیرحوضه‌های ایلاوارا و شولهاون مرز جنوبی را تشکیل می‌دهند.